# Morti nel 656
| Questa pagina contiene informazioni ricavate automaticamente dalle voci biografiche con l'ausilio del template Bio e di un bot. L'aggiornamento è periodico e automatico e ricostruisce completamente la pagina. Se manca una persona in questa lista, sei pregato di non aggiungerla, ma accertati piuttosto che la sua voce biografica contenga il template Bio e che i dati anagrafici siano correttamente compilati. Se il template Bio manca, inseriscilo tu stesso o, in alternativa, metti l'avviso {{tmp\|Bio}} che ne segnala la mancanza. Se i dati riportati sono sbagliati, correggi direttamente la voce biografica; le modifiche saranno visibili in questa lista entro pochi giorni. Per chiarimenti vedi il progetto biografie. La lista contiene solo le 9 persone che sono citate nell'enciclopedia e per le quali è stato implementato correttamente il template Bio. Pagina aggiornata al 10 feb 2025. |

- 1º febbraio - Sigeberto III, sovrano franco
- 17 giugno - ʿUthmān b. ʿAffān, califfo (n. 574)
- 4 dicembre - Al-Zubayr ibn al-Awwam, politico arabo (n. 594)
- Hudhayfa ibn al-Yaman, arabo
- Itamaro, vescovo e santo anglosassone
- Landerico di Parigi, vescovo francese
- Muhammad ibn Talha
- Peada di Mercia, sovrano anglosassone
- Talha ibn Ubayd Allah, politico arabo